# Syringa meyeri
Syringa meyeri är en syrenväxtart som beskrevs av Camillo Karl Schneider. I trädgårdssammanhang ofta kallad Dvärgsyren. Syringa meyeri ingår i släktet syrener, och familjen syrenväxter. Inga underarter finns listade i Catalogue of Life.

## Bildgalleri

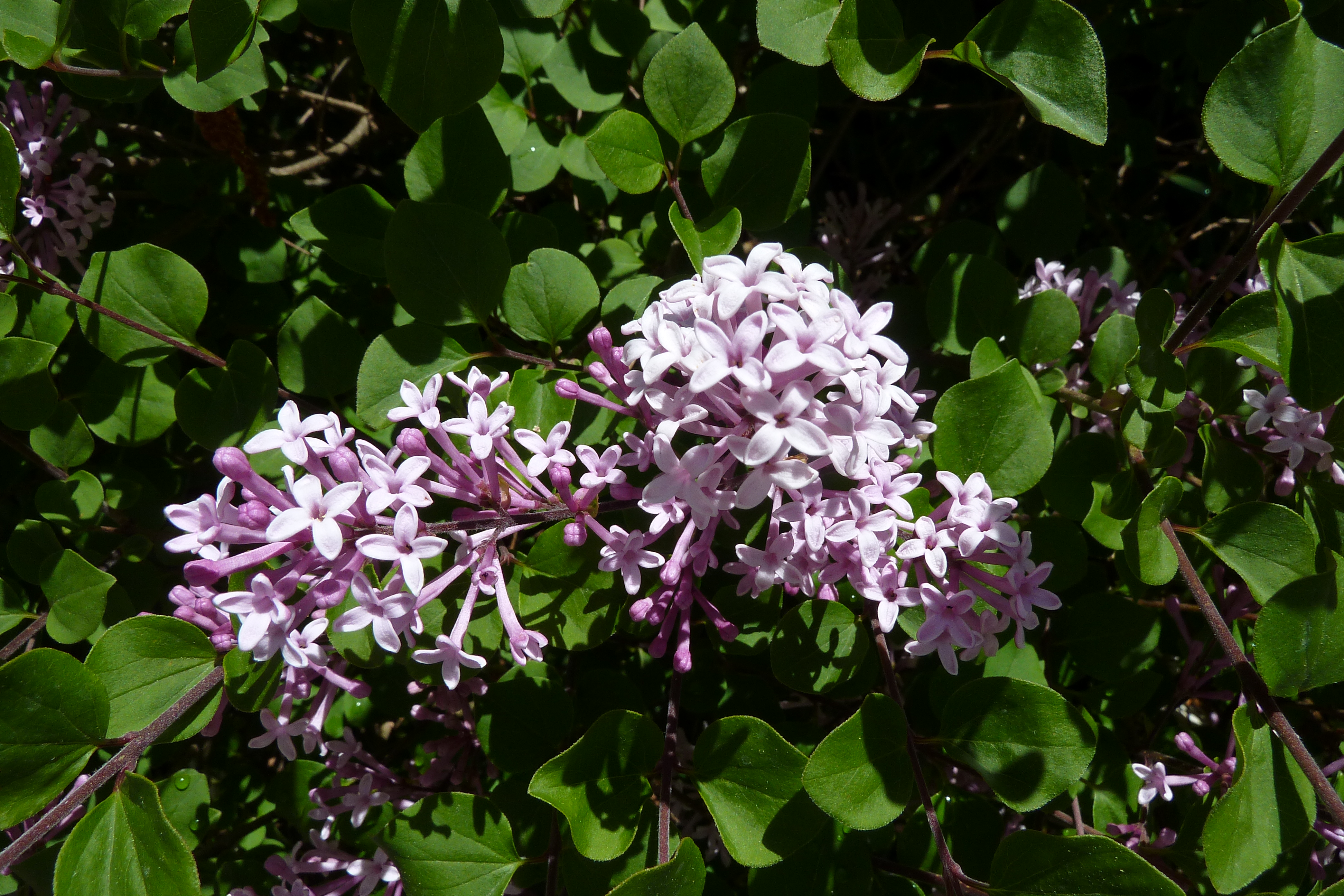